# Rúben Freitas
Rúben Diogo Francisco Freitas, noto semplicemente come Rúben Freitas (Odivelas, 2 gennaio 1993), è un calciatore portoghese, difensore dell'Académica.